# Kintaro Ohki
Kim Il (hangeul: 김일; hanja: 金一), meglio conosciuto con il ring name di Kintarō Ōki, (大木金太郎?, Ōki Kintarō; trasl. angl. Kintaro Ohki; Goheung, 24 febbraio 1929 – Seul, 26 ottobre 2006) è stato un wrestler sudcoreano naturalizzato giapponese.
Fu noto per aver militato nelle promozioni Japan Pro-Wrestling Association, All Japan Pro-Wrestling e International Pro-Wrestling fra gli anni cinquanta e ottanta. Allievo di Rikidōzan, nel corso della sua carriera conquistò numerosi titoli dei pesi massimi e di coppia.

## Carriera
Kintaro Ohki si avvicinò al mondo del puroresu ispirato dalle gesta del leggendario Rikidōzan, anch'egli di etnia coreana. Nel 1958 entrò illegalmente in Giappone solamente per vedere il suo idolo, ma fu scoperto dalle forze dell'ordine locali ed arrestato l'anno seguente. Una volta rilasciato, fu comunque in grado d'incontrare Rikidōzan e di allenarsi con lui. Nel novembre 1959 compì il suo debutto per la Japan Pro-Wrestling Association, utilizzando il suo vero nome.
Il 30 settembre 1960 sconfisse un giovane Kanji Inoki, divenuto poi noto come Antonio Inoki, il quale stava compiendo il proprio debutto assieme a Shohei Baba, più tardi Giant Baba. I tre promettenti pro-wrestler erano in quel periodo considerati tra i possibili successori di Rikidōzan. Nei primi anni sessanta si rivelò fondamentale anche il periodo di allenamento sotto la guida di Mr. Moto e Yoshinosato. D'altra parte, tra Baba e Inoki, fu il discepolo che Rikidōzan amava veramente di più.
Il 15 dicembre 1963 avvenne l'improvvisa morte del maestro Rikidōzan, ucciso dal gangster Katsushi Murata presumibilmente su ordine della yakuza. Fu un evento assai duro per Ohki, il quale scelse di fare ritorno in Corea del Sud: qui ebbe un ruolo strumentale nell'ascesa del wrestling come disciplina sportiva. Tornò quindi alla Japan Pro-Wrestling Association dopo i temporanei addii di Toyonobori e Inoki, ma ben presto si ritrovò nuovamente sotto l'ombra dei due. Rimase sempre il numero tre, rispetto a Baba e Inoki.
In Corea ebbe invece maggiore esposizione, tanto che nel 1967 divenne l'uomo di punta della Worldwide Wrestling Associates dopo essere prevalso su Mark Lewin per il titolo dei pesi massimi. Prima di tale evento la Japan Pro-Wrestling Association gli aveva promesso di cambiare il suo ring name in "Rikidōzan" a patto che conquistasse una cintura, ma tale accordo non fu mai rispettato.
Inoki e Baba abbandonarono la Japan Pro-Wrestling Association nel 1972 per fondare rispettivamente la New Japan Pro-Wrestling e la All Japan Pro-Wrestling, lasciando Ohki come sola stella della promozione e più tardi come campione internazionale NWA dei pesi massimi. Il 14 aprile 1973, tuttavia, anche la Japan Pro-Wrestling Association dovette chiudere, tanto che fu assorbita dall'All Japan. Ohki vi militò per poco tempo, preferendo lavorare come freelancer in Giappone e venendo poi accolto come una celebrità in Corea del Sud. Difese il titolo in un paio di occasioni prima di renderlo vacante nel 1981, su ordine della NWA.
Sin da allora salì sporadicamente sul ring e si ritirò ufficialmente il 2 aprile 1995 nel corso di un evento di puroresu al Tokyo Dome. Allora già costretto alla sedia a rotelle, nell'occasione fu assistito da Lou Thesz. Fu la sua ultima apparizione pubblica in Giappone. Negli ultimi anni di vita continuò a visitare gli eventi della WWA organizzati dal suo vecchio studente Lee Wang-pyo, oltre a mantenere stretti rapporti con Inoki.

## Morte
Malato da tempo, si spense all'Eulji General Hospital di Seul il 26 ottobre 2006 per via di un attacco cardiaco causato da insufficienza renale. Il suo corpo fu cremato.

## Personaggio

### Mosse finali
- Figure-four leglock

### Soprannomi
- KIM IL

### Musiche d'ingresso
- Theme One di Cozy Powell

## Titoli e riconoscimenti
- All Japan Pro-Wrestling
  - All Asia Heavyweight Championship (2)
  - NWA International Tag Team Championship (3) - con Kim Duk (2) e Umanosuke Ueda (1)
- Japan Pro-Wrestling Association
  - All Asia Heavyweight Championship (2)
  - All Asia Tag Team Championship (4) – con Michiaki Yoshimura (3) e Antonio Inoki (1)
  - NWA International Heavyweight Championship (1)
  - NWA International Tag Team Championship (1) – con Seiji Sakaguchi

- Korean Wrestling Association
  - Far East Heavyweight Championship (1)

- NWA Big Time Wrestling
  - NWA Texas Tag Team Championship (1) – con Pak Song

- Worldwide Wrestling Associates
  - WWA World Heavyweight Championship (1)
  - WWA World Tag Team Championship (1) – con Mr. Moto
  - WWA International Television Tag Team Championship (1) – con Mr. Moto

- NWA Western States Sports
  - NWA Western States Tag Team Championship (1) - con Pak Song

- Wrestling Observer Newsletter awards
  - Wrestling Observer Newsletter Hall of Fame (Class of 1996)